# لالیکا
لالیکا (به انگلیسی: Laleka) یک منطقهٔ مسکونی در پاکستان است که در ناحیه بهاولنگر واقع شده‌است. لالیکا ۱۵۵ متر بالاتر از سطح دریا واقع شده‌است.